# Dos Cabezas
Dos Cabezas est un tableau réalisé par le peintre américain Jean-Michel Basquiat le 4 octobre 1982 à New York. Exécuté à l'acrylique et au bâton d'huile sur une toile de format carré montée sur un châssis en bois, ce double portrait représente l'artiste souriant à droite d'Andy Warhol, un confrère célèbre qu'il admire de longue date et vient de rencontrer. Basée sur une photographie prise à l'occasion de cette rencontre par celui qui l'a rendue possible, leur galeriste commun Bruno Bischofberger, l'œuvre est créée puis envoyée à Warhol encore fraîche à peine deux heures après. À l'origine d'une relation qui débouchera sur une collaboration de plusieurs années, elle fait partie d'une collection privée après avoir été vendue chez Christie's pour plus de sept millions de dollars le 10 novembre 2010.